# Museo-casa natale di Giacomo Puccini
Il Museo-casa natale di Giacomo Puccini è una museo storico situato a Lucca in Corte San Lorenzo, 8.

## Storia
Il museo-casa natale occupa i locali dell'appartamento in cui nacque il 22 dicembre 1858 il compositore Giacomo Puccini. La famiglia Puccini vi si era stabilita nel 1815 e il maestro visse stabilmente in questa casa fino al 1880, anno in cui si trasferì a Milano per completare gli studi. Puccini in seguito ebbe diverse residenze, ma rimase sempre legato alla casa paterna.
La casa è stata trasformata in  museo nel 1979 dalla Fondazione Giacomo Puccini, grazie alla donazione dell'immobile da parte di Rita Dell'Anna.

## Descrizione
Il museo custodisce arredi originali, preziosi oggetti appartenuti al musicista Giacomo Puccini, tra cui partiture autografe di composizioni giovanili (l'opera prima, il Preludio a orchestra ritrovato nel 1999, e la Messa a 4 voci del 1880), molte lettere di e a Giacomo Puccini (come quelle di Giulio Ricordi), quadri, fotografie, bozzetti, cimeli e documenti preziosi, quali le copie di lavoro e bozze dei libretti di Tosca e La fanciulla del West, una rara bozza di stampa della partitura de La fanciulla del West, uno spartito de La rondine, ricchi di annotazioni autografe e abbozzi musicali.
All'interno del museo si trova anche il costume di Turandot, realizzato secondo il figurino di Umberto Brunelleschi e indossato dal soprano Maria Jeritza per la prima rappresentazione dell'opera al Metropolitan Opera House di New York nel 1926.

### Il pianoforte Steinway & Sons
Il Museo casa natale di Giacomo Puccini custodisce il pianoforte Steinway & Sons (modello B-211, matricola n. 98606), acquistato da Giacomo Puccini nella primavera del 1901. È sicuramente da considerare il pianoforte più importante tra i tanti posseduti dal compositore, sia per la qualità, che per la sua storia. Inizialmente il pianoforte era stato collocato nella casa di Milano, poi Puccini lo fece trasportare, alla fine del 1921, nella nuova villa di Viareggio. Su questo pianoforte Puccini ha composto molta della sua musica, ma soprattutto l'ultima opera, Turandot.
Il pianoforte è stato restaurato nel 2006. Lo strumento ha conservato la sua struttura originale, recuperando il suono originale.